# Pelatge blanc dominant

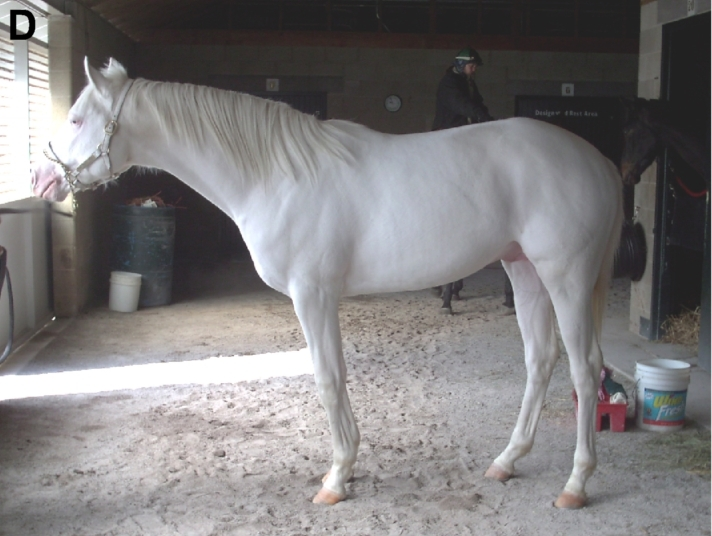
Cavall de raça pura sang anglès de curses (Thoroughbred) blanc-dominant (varietat W2/+). La pell, el pelatge i els unglots no tenen pigment. L'aspecteés blanc sobre pell rosada.

El grup anomenat blanc dominant és un conjunt de modificadors genèticament relacionats que provoquen pelatges "blancs del tot" en certs casos. En altres ocasions produeixen clapes o taques blanques i marques blanques formades per pèls blancs que creixen sobre zones de pell rosada i despigmentada.
Els cavalls blanc-dominants neixen amb la pell rosada, pelatge blanc i ulls foscos. La proporció de pèls blancs pot ser variable. Quan és màxima o gairebé total es parla de cavalls "blancs de naixement".
La condició de blanc-dominant és rara i normalment implica que almenys un dels progenitors sigui blanc-dominant. Hi ha casos documentats de cavalls dominant-blancs deguts a una mutació espontània.
Els pelatges dominant-blancs es donen en qualsevol raça i han estat estudiats en races diverses. Dos registres de color es caracteritzen pels seus pelatges blancs : "American White Horse" i "Camarillo White Horse".

## Descripció dels pelatges blanc-dominants

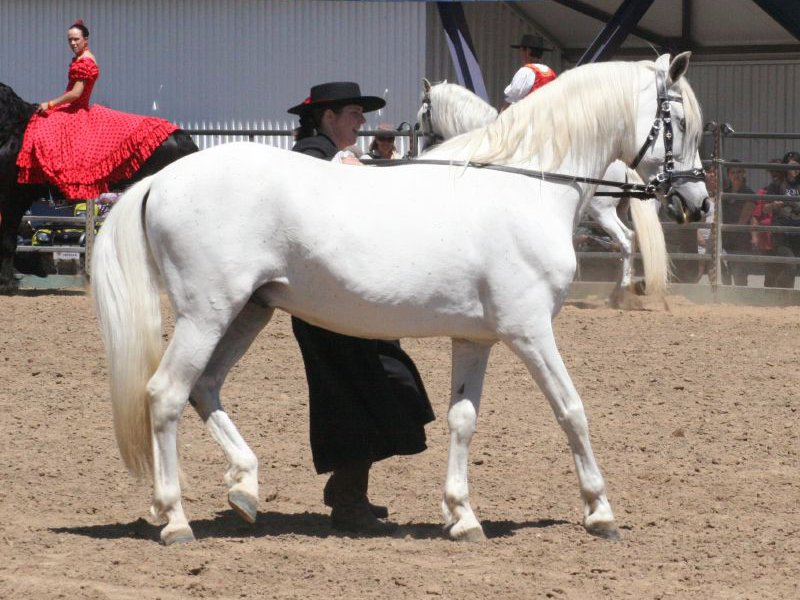
Cavall andalús de pelatge liart-blanc o liart-canós. El pelatge és blanc sobre pell fosca, visible al musell i zona genital. La majoria de cavalls d'aspecte blanc són liarts canosos.

Els cavalls blanc-dominants neixen amb la pell rosada i pelatge blanc, trets que mantindran tota la vida. La denominació "blanc dominant" s'associa amb els pelatges blancs (cavalls "blancs de naixement"). De fet els cavalls d'aquesta mena poden ser blancs del tot, gairebé del tot blancs, blancs en part o mostrar un patró tacat irregularsemblant al dels cavalls tacats-sabinos. Les parts no blanques de la pell i del pelatge se situen de froma preferent en el dors (al llarg del'espinada) i també en la cua i les orelles. Els unglots són sovint despigmentats, però poden ser llistats si la pell de la banda de la corona (just damunt de la peülla) és pigmentada. En alguns casos els pollins nascuts amb zones fosques poden perdre el pigment, totalment o parcial, amb els anys sense intervenció del gen liart.
El gen blanc-dominant no afecta el color dels ulls. La major part dels cavalls blanc-dominants tenen els ulls foscos.
La pell és rosada i despigmentada (en les zones blanques). No té melanòcits i es veu rosada pels capil·lars sanguinis que transparenten. Els pèls blancs arrelen en cèl·lules despigmentades.
Hi ha altres factors genètics que produeixen cavalls blancs, quasi-blancs i de color blanc trencat. Tot i ser diferents del blanc-dominant produeixen pelatges d'aspecte semblant.

## Presència en diverses races
El gen blanc-dominant és una de les causes possibles de pelatges gairebé blancs o blancs del tot. Aquest gen pot produir-se per mutació espontània i apaereixer en qualsevol raça de cavalls, fins i tot en aquelles que desaconsellen -per reglament- les marques blanques singulars excessives.
Avui dia el blanc-dominant ha estat documentat en el Pura Sang Anglès, American Quarter Horse, cavalls Frederiksborg, cavalls islandesos, ponis Shetland, cavalls de les Franches Montagnes, cavalls de tir d'Alemanya del Sud i en una família de cavalls àrabs. Els cavalls American White Horse i Camarillo White Horse també són blanc-dominants.

## Aspectes genètics
El gen blanc-dominant es representa per la lletra W. Fou ubicat en el gen KIT l'any 2007. Les denominacions "oncogen KIT" i "gen blanc-dominant", simbolitzats per KIT i W respectivament, poden usar-se indistintament. Investigacions recents han demostrat que hi ha diverses formes o al·lels del gen W. Tots els cavalls són portadors del gen W que és necessari per a la seva superivivència fins i tot en les primeres fases de desenvolupament. La presència o absència del blanc-dominant és deguda a certes formes alterades del KIT. Un cavall blanc-dominat és portador d'un al·lel W amb la mutació associada al blanc-dominant i un al·lel KIT "normal" (sense mutació) que s'anomena "salvatge".

## Al·lels blanc-dominants
El gen KIT conté uns 2000 parells de bases. Cada canvi en algun dels parells de bases ocasiona un al·lel mutant. Han sigut identificats uns 40 al·lels mutants seqüenciant els gens KIT de diferents cavalls. El fenotip de la majoria dels quals és desconegut. Però n'hi ha 11 que estan relacionats amb els pelatges blanc-dominants. Són els següents:
| Al·lel | Afectats |
| ------ | --- |
| W1     | Franches Montagnes descendents de l'egua blanca Cigale, nascuda el 1957                                                                                |
| W2     | Thoroughbred descendents de l'estaló KY Colonel (nat el 1946) i de la filla d'aquest, White Beauty (1963).                                             |
| W3     | Àrabs descendents de R Khasper, un estaló quasi-blanc nat el 1996.                                                                                     |
| W4     | Camarillo Horses, raça iniciada a partir de l'estaló blanc Sultan.                                                                                     |
| W5     | Thoroughbreds (Pura sang anglès de curses) descendents de Puchilingui, un estaló de pelatge semblant al sabino amb taques blanques i entrepelat blanc. |
| W6     | Pura Sang anglès de curses, de pelatge quasi-blanc de pares no-blancs.                                                                                 |
| W7     | Pura Sang anglès de curses, de pelatge quasi-blanc. |
| W8     | Islandès, de pelatge semblant al sabino. |
| W9     | Holstein del tot blanc, fill de pares no-blancs. |
| W10    | família d'American Quarter Horses. |
| W11    | família de cavalls de tir d'Alemanya del Sud. |

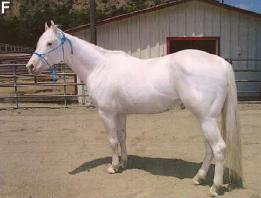
Un cavall Camarillo Horse, de pelatge blanc,pell rosada i ulls foscos causat per l'al·lel mutant W4.

Els al·lels anteriors se suposa que no són els únics que provoquen "taques blanques" en els cavalls. S'espera trobar més al·lels KIT relacionats amb la capacitat de "tacar de blanc".